# Селиваниха (муниципальный округ Егорьевск)
Селива́ниха — деревня в муниципальном округе Егорьевск Московской области России. (в некоторых источниках считается посёлком).

## История
До 2006 года деревня была административным центром Селиваниховского сельского округа, с 2006 входит в состав городского поселения Егорьевск. Несмотря на официальный деревенский статус, сами жители делят Селиваниху на две части — поселковая, которую и называют Селиванихой и деревенская, которую именуют просто деревней. В связи с удачным расположением деревни (в нескольких метрах от Селиванихи проходит Егорьевское шоссе (Р105, трасса регионального значения, соединяющая Москву и Касимов), в Селиванихе появляется больше дачных участков, чем домов.

## Инфраструктура
В поселковой части, кроме пяти пятиэтажек, находятся:
- Универсам «Пятерочка»
- Сельский совет[3]
- Селиваниховская средняя школа
- Детский сад
- Егорьевский жировой цех[4]
- Клуб-столовая для проведения торжеств
- Озон
- Стадион, футбольное поле (размером 104x62 м)
- Теннисный корт(две площадки, искусственная трава и грунтовое покрытие)
- Мини-футбольное поле (с искусственным покрытием)
- Зона отдыха

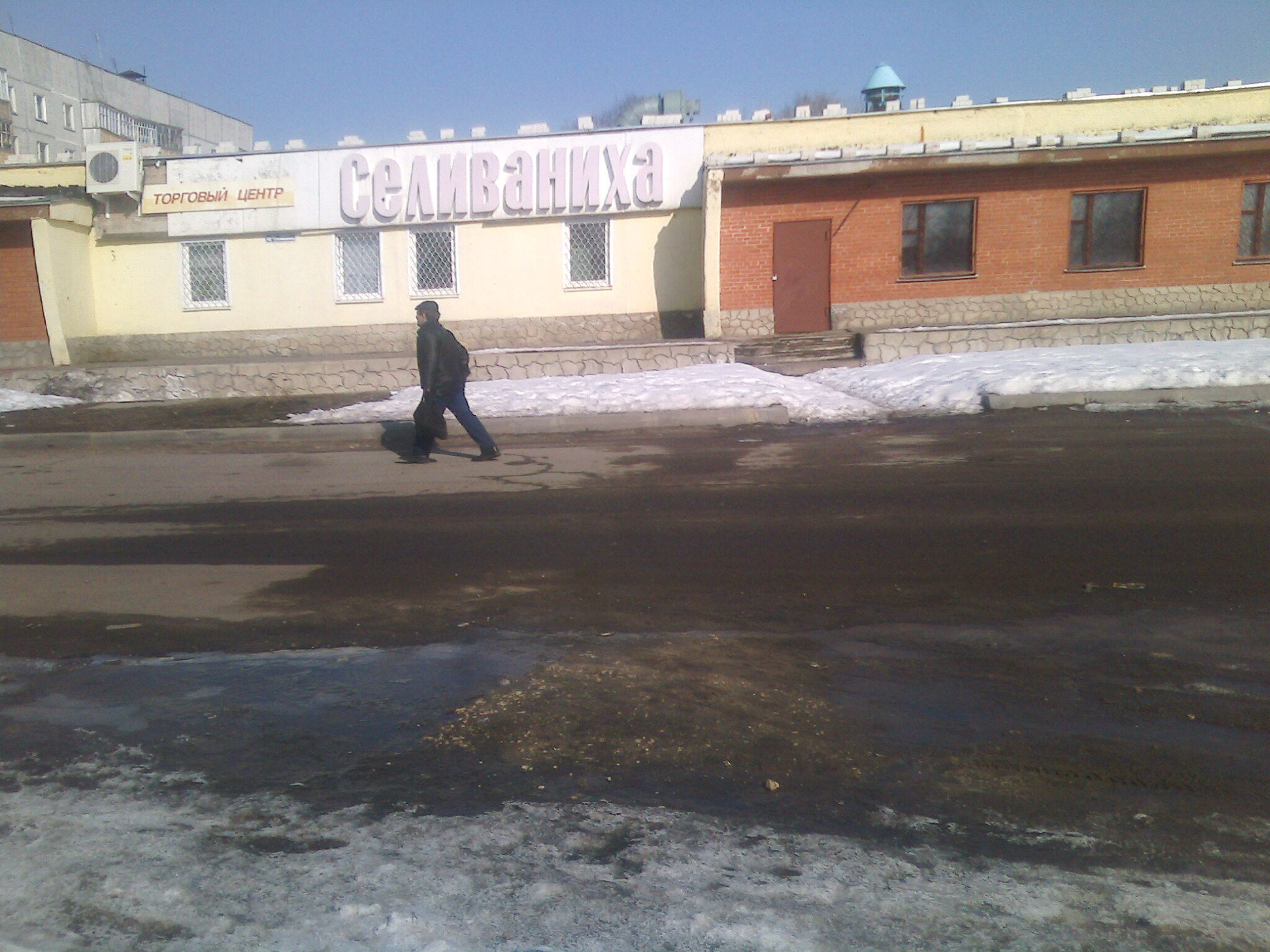
ТЦ «Селиваниха»

В деревенской части, кроме одноэтажных типичных деревенских домов и дачных участков, находятся:
- Библиотека
- Ферма (частично расформирована)

В связи с нехваткой рабочих мест в самой Селиванихе многие жители работают в районном центре — Егорьевске и близлежащих городах. Относительно близкое расположение деревни к районному центру (~3 километра) позволяет ей не отставать от индустриального прогресса. В деревне многие пользуются услугами спутникового телевидения (в основном оператора Триколор ТВ) и интернет-технологиями (в основном провайдер РМ Телеком либо мобильный интернет SkyLink и МТС).

## Демография
Население — 1124 человек (2010).
| 1859  | 1868 | 1885 | 1905 | 1926 | 2002  | 2006  |
| ----- | ---- | ---- | ---- | ---- | ----- | ----- |
| 174   | ↗193 | ↗298 | ↗324 | ↘276 | ↗1097 | ↗1176 |
| 2010  |      |      |      |      |       |       |
| ↘1124 |      |      |      |      |       |       |

## Транспорт
В Селиваниху заезжают 2 маршрута автобусов.
- 42 Селиваниха — Холмы
- 44 Вокзал — Селиваниха — Жучата

Через полустанок в восьмистах метрах от Селиванихи проезжают следующие маршрутов автобусов.
- 41 Егорьевск — Денисиха
- 34 Егорьевск — Иншино
- 36 Егорьевск — Пожинская

## Природа
Селиваниха с трёх сторон окружена лесом. В основном в деревне растут хвойные деревья и берёзы. Также можно встретить сирень, липу, тополя.